# Пномтбенгмеантьей
Пномтбенгмеантьей (кхмер. ត្បែងមានជ័យ) — город и административный центр округа Тбенг Меантьей провинции Прэахвихеа на севере Камбоджи. В 1998 году численность населения округа составляла 21 580. Город находится в 157 км к северу от Кампонгтхома по дороге № 62.

## Достопримечательности
Город служит отправной точкой для посещения древних храмовых комплексов Кахкае, Прэахвихеа и Прэахкхан, расположенных в провинции. Два последних комплекса труднодоступны.
В окрестностях города расположены развалины древних храмов Прасатпралеан и Кахбенг, а также современные буддийские храмы Ватпынгпреахко и Ватбаккам.
Для туристов в городе есть несколько гостевых домов.